# 赵黄
赵黄（1989年1月2日—），是一名中国足球运动员，现效力于中国足球甲级联赛球队广东日之泉，司职中场。

## 俱乐部生涯
赵黄在2006年代表深圳队获得第十二届广东省运动会足球比赛亚军，2007年被选入新组建的广东日之泉征战中国足球乙级联赛，2008赛季跟随球队以联赛亚军的成绩升上中国足球甲级联赛。2009年，他入选以广东日之泉为班底的广东全运队，参加在山东举行的第十一屆全運會，并获得亚军。2012年6月1日，他在2012年中国足协杯第二轮射进职业生涯的首个进球，帮助广东日之泉主场3比0淘汰河北中基。 2013年8月24日，他在广东日之泉主场4比0击败北京八喜的比赛中射进个人的首个联赛进球。